# Dockningsmodul

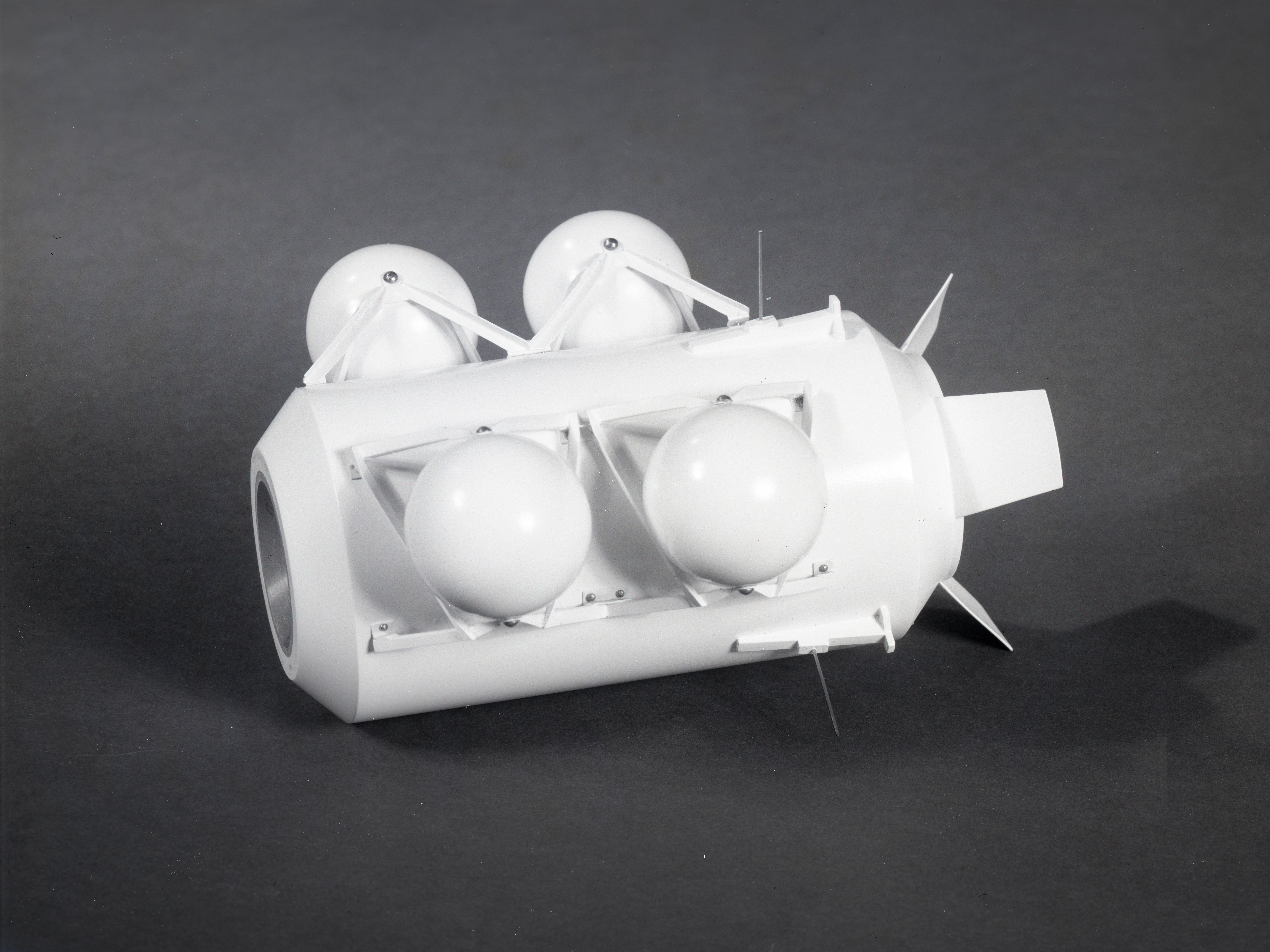
Model av ASTPs dockningsmodul

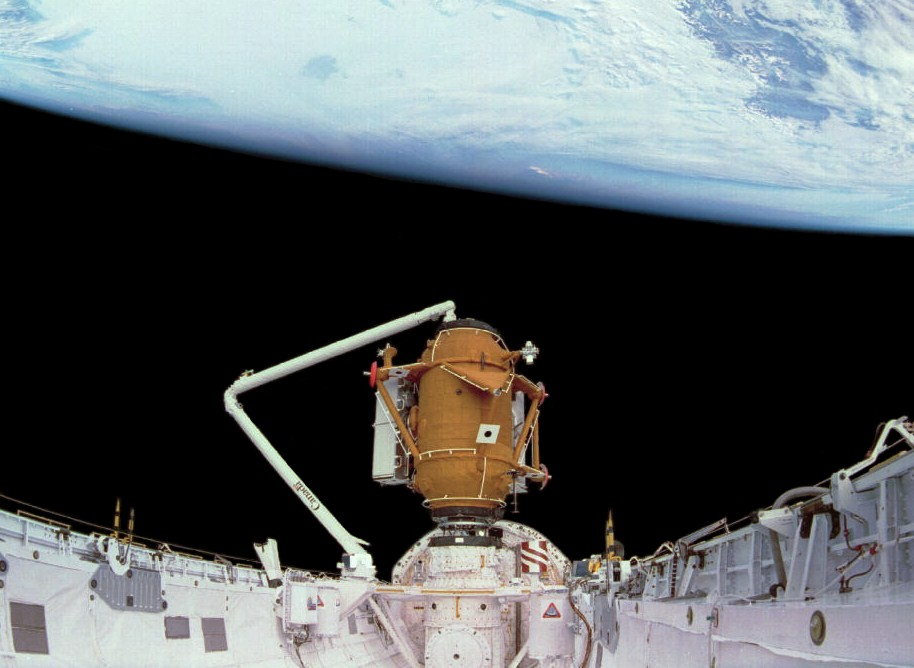
Dockningsmodulen till Mir (i brunt), här under transport på rymdfärjan Atlantis.

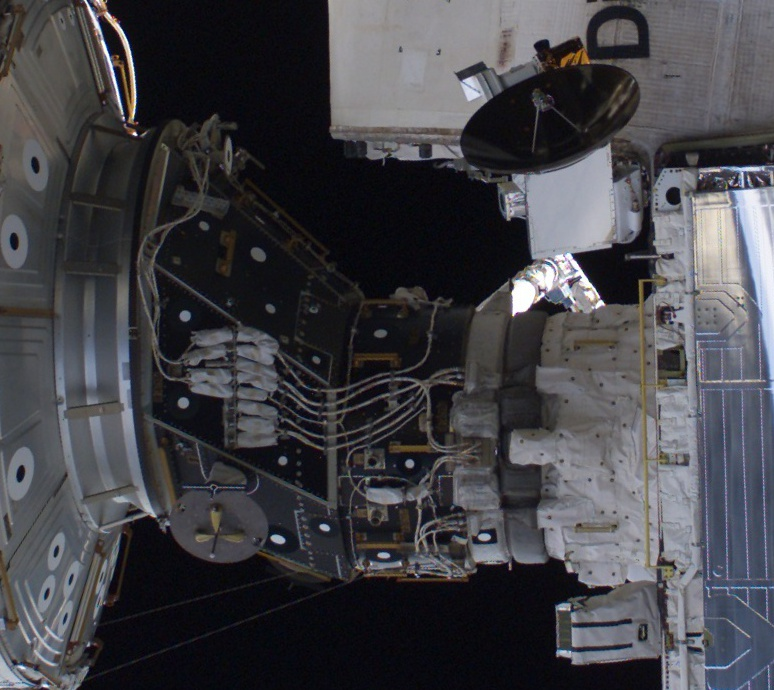

Dockningsmodul är ofta en del av en rymdstation, vars huvudsyfte är att fungera som länk mellan rymdstationen och besökande rymdfarkoster.
Den första dockningsmodulen användes under Apollo-Sojuz-testprojektet, för dockningen mellan en amerikansk Apollo-farkost och en sovjetisk Sojuz-farkost.
1995 anslöt man en dockningsmodul till den ryska rymdstationen Mir (se vidare Mirs dockningsmodul). Den fungerade som länk mellan stationen och de amerikanska rymdfärjorna som besökte stationen.

## Andra moduler
Exempel på rymdstationsmoduler som också fungerat som dockningsmoduler:
Mir
- Kristall - forskningsmodul som också fungerade som dockningsmodul[2].
- Kvant-1 - forskningsmodul som också fungerade som dockningsmodul[3].
- Mirs dockningsmodul - dockningsport för de amerikanska rymdfärjorna

Internationella rymdstationen (ISS)
- Pressurized Mating Adapter - en fungerar länk mellan den ryska och amerikanska delen av rymdstationen. Två fungerar som dockningsmodul för bemannade amerikanska rymdfarkoster[4].
- Pirs (Dockningsmodul 1) - dockningsmodul och luftsluss för rymdpromenader[5].
- Pojsk (Dockningsmodul 2) - dockningsmodul och luftsluss för rymdpromenader[6].
- Rassvet - docknings- och förrådsmodul[7].
- Zvezda (DOS-8) - forskningsmodul som också fungerar som dockningsmodul för ATV, Progress och Sojuz.
- Unity (Node 1) - forskningsmodul som också fungerar som dockningsmodul för Cygnus, H-II Transfer Vehicle och SpaceX Dragon[8].
- Harmony (Node 2) - forskningsmodul som också fungerar som dockningsmodul för Cygnus, HTV och Dragon[9].
- Tranquility (Node 3) - forskningsmodul som kan fungera som dockningsmodul för Cygnus, HTV och Dragon[10].
- Pritjal - modul som fungerar som länk mellan upp till sex moduler och/eller farkoster.

Flera moduler med dockningsfunktion har föreslagits, men de har aldrig blivit färdigställda.

## Kuriosa
Dockningsmodulen till sovjetiska (och senare ryska) Mir kallades åtminstone på ryska endast vid det allmänna begreppet Dockningsmodul (ryska: Стыковочный модуль, Stykovotjnyj modul).